# 中央大學 (日本)
中央大學（日语：／ Chūō Daigaku *），簡稱中央（ちゅうおう）、中大（ちゅうだい），是一所總校位于东京都八王子市東中野的日本私立大学。其前身為1885年7月成立的英吉利法律學校，1920年合併其他學校成立。該校以法律見長，畢業生司法官考試及律師考試及格率為日本數一數二。是東京都「難關私大」（非常難考的私立大學）MARCH之一。

## 概觀
1885年7月，增島六一郎、菊池武夫、穗積陳重、藤田隆三郎等18名青年法律人創立了「英吉利法律學校」。最初雖然是教授英國法的教育機關，在日本法律相繼制定之後也開始教授日本國內法，校名也改名為「東京法學院」、「東京法學院大學」。而1905年8月因經濟學科的設立而改稱中央大學。1920年依大學令正式升格為大學。也是日本國內歷史最悠久的私立大學之一。
中央大學向法律界、官界、財界、政界以及新聞界送出了大量畢業生。而大學附設的經理研究所橫跨學部提供會計學教育。今日的中央大學是擁有六學部、七研究科及三個專門職研究所，畢業生人數五十萬以上的綜合大學。

### 建學精神
英吉利法律學校的建學精神是「培養實地應用的素質」，以此為基礎發展為今日的「個人自由的尊重與實證·合理主義的學風」。另外，實質剛健被視為學校的校是。2010年建校125周年之際，啟用了行動的知性。－Knowledge into Action－作為學校的標語。

### 教育及研究
從最初建立時開始便採取重視實學的理念，現在也重視實習等實際應用的活動。2003年開始了學部連接項目，為實際應用的學習導入了跨科系的教育。現在與以歐美、東亞為中心的180間大學簽屬了派遣交換協定。

## 沿革
1885年（明治18年）英吉利法律學校由增島六一郎、菊池武夫、穗積陳重、藤田隆三郎等有志青年法律家18名創立。

### 法律學校時期

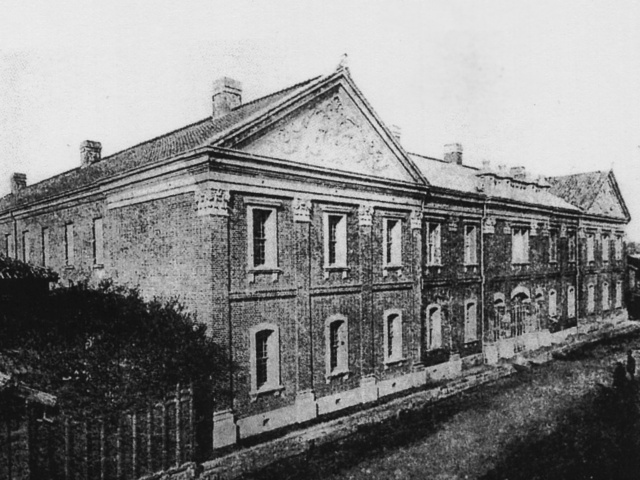
英吉利法律学校（1889年）

- 1885年（明治18年）7月，英吉利法律学校獲准設置。9月 英吉利法律学校於東京府神田区神田錦町創校。首任校長増島六一郎。
- 1889年（明治22年）10月，校名改為東京法学院。

### 學院時期
- 1903年（明治36年）8月，校名改為東京法学院大学。
- 1905年（明治38年）8月，校名改為中央大学。設置經濟學科。
- 1909年（明治42年）9月，商業学科開講。

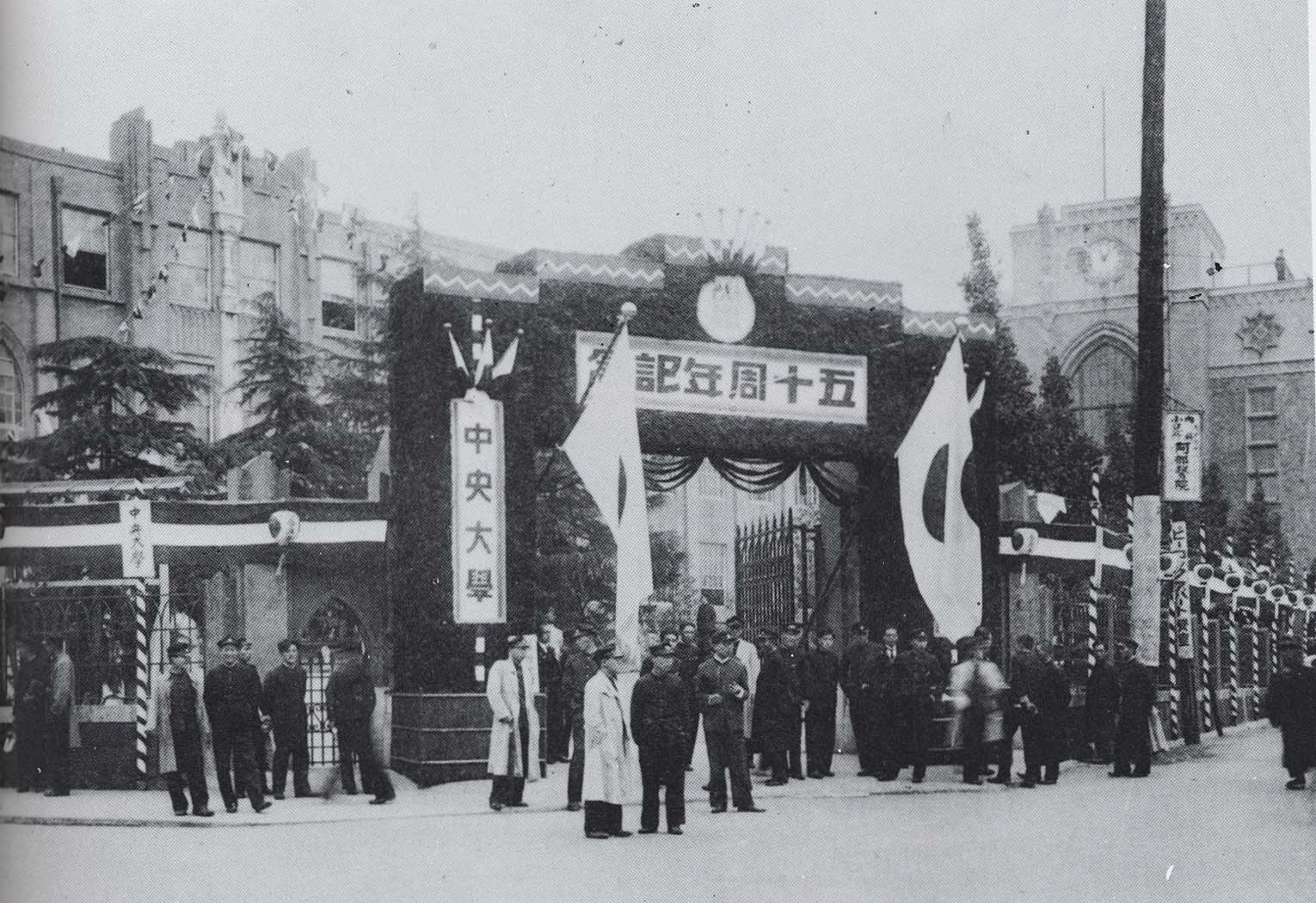
創立五十周年（1935年）

### 大學時期
- 1920年（大正九年）4月，中央大学依大学令獲准設立法学部・経済学部・商学部、大学院。大学預科設立，分第一部（法律、経済）及第二部（商學）。
- 1923年（大正12年）9月，因關東大震災，圖書館與增建校舍外燒失。
- 1925年（大正14年）6月，將神田駿河台的戸田氏共（日语：戸田氏共）伯爵邸地作為大學移轉用地購入。
- 1926年（昭和元年）8月，駿河台校舎完成，校區自錦町遷入。
- 1931年（昭和六年）4月，夜間学部開設。
- 1944年（昭和19年）4月，中央工業専門学校（機械科・航空機科）設立。
- 1948年（昭和23年）4月，通信教育部成立。12月，經理研究所成立。
- 1949年（昭和24年）4月，尊循新制大學法學士課程成立一類法學院、一類經濟學院、一類商學院、一類工學院（土木工學、精密工學、電氣工學、工業化學科）及二類法學院、二類經濟學院。同時廢止中央工業專門學校。6月，日本比較法研究所開設。
- 1951年（昭和26年）4月，文學院成立（一類文學系・史學系・二類文學系）。尊循新制研究所碩士課程成立法学研究科民事法・刑事法・政治学・英米法専攻、経済学研究科に経済学専攻・商学研究科に商学専攻。
- 1962年（昭和37年）4月，将工学部改为理工学部。
- 1963年（昭和38年）5月，作為創立80周年記念事業的一環、理工学部校舎竣工。
- 1964年（昭和39年）6月，成立经济研究所。
- 1977年（昭和52年）11月，多摩校园完成。
- 1978年（昭和53年）4月，文科4学部于多摩校园开始讲课。
- 1979年（昭和54年）4月，社会科学研究所,企业研究所,人文科学研究所,保健体育研究所成立。
- 1980年（昭和55年）3月，关闭骏河台校区。後樂園校區八號館竣工。
- 1985年（昭和60年）11月，纪念成立100周年。
- 1988年（昭和63年）11月，駿河台記念館落成典禮。
- 1992年（平成四年）7月，理工學研究所成立。
- 1993年（平成五年）4月，綜合政策學部設立。
- 1996年（平成八年）4月，政策文化綜合研究所成立。
- 1999年（平成11年）12月，购入亚洲经济研究所的旧办公楼。第2年4月起成为市谷校区,开始研究生院教学。
- 2002年（平成14年）4月，于文学部设置中国语言文化学科。开设国际会计研究科（accounting school）。
- 2003年（平成15年）4月 - Faculty-Linkage Program（FLP）項目開設、作為創立125周年記念事業的一部分，後樂園校區新三號館竣工。
- 2004年（平成16年）4月 - 法務研究科（法科大学院；Law School）開設。
- 2005年（平成17年）4月 - 公共政策研究科（公共政策大学院）開設。綜合政策學部flex制廢止。
- 2007年（平成19年）3月 - 法学部・經濟學部・商学部・理工学部2部廢止。商学部flex制廢止。
- 2008年（平成20年）3月 - 文学部2部廢止。
- 2008年（平成20年）4月 - 理工學部設置生命科學科、戰略經營研究科戰略經營專攻（經營大學院，Business School）設立、FLP開設地域・公共管理項目。
- 2009年（平成21年）4月 - 理工學部土木工學科改稱都市環境學科。法學部flex制廢止。
- 2009年（平成21年）8月 - 購入學生援護會舊本社。隔年四月作為市谷田町校區（中央Middle Bridge）開始研究所的授課。
- 2010年（平成22年）4月 - 公共政策研究科、國際會計研究科移設至市谷田町校區。戰略經營研究科開設商業科學專攻（博士後期課程）。
- 2015年（平成27年）11月 - 根據中長期事業計畫“Chuo Vision 2025”，發表了都心據點集約於後樂園校區、法學部作為第一候補轉移至後樂園校區，多摩校區開設新學部學科等計畫。

## 基礎資料

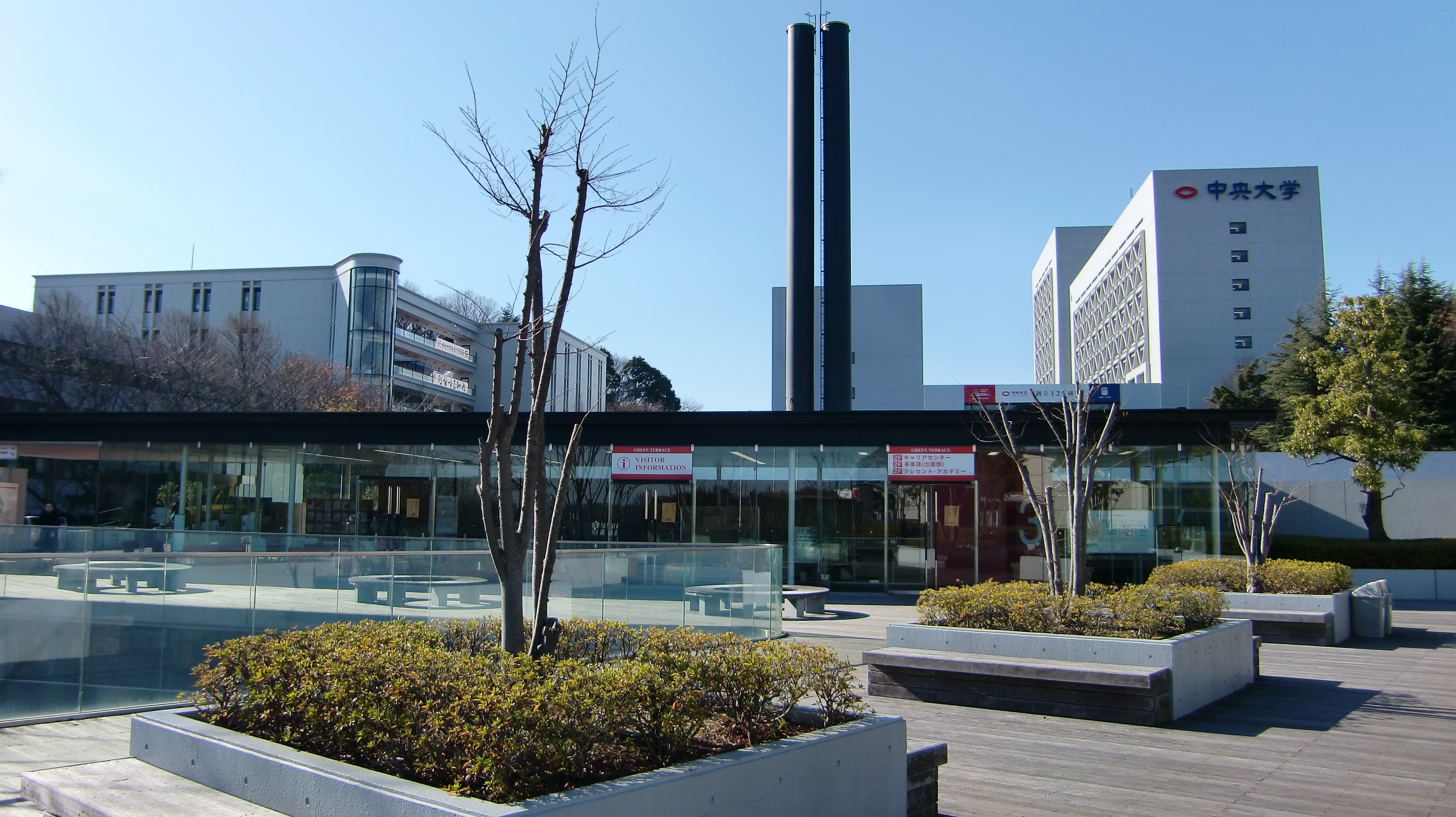
多摩校區

### 校區所在地
- 多摩校區（東京都八王子市東中野742-1）
- 後樂園校區（東京都文京區春日1-13-27）
- 市谷校區（東京都新宿區市谷本村町42-8）
- 市谷田町校區（東京都新宿區市谷田町1-18）
- 駿河台校區（東京都千代田區神田駿河台3-11-5）

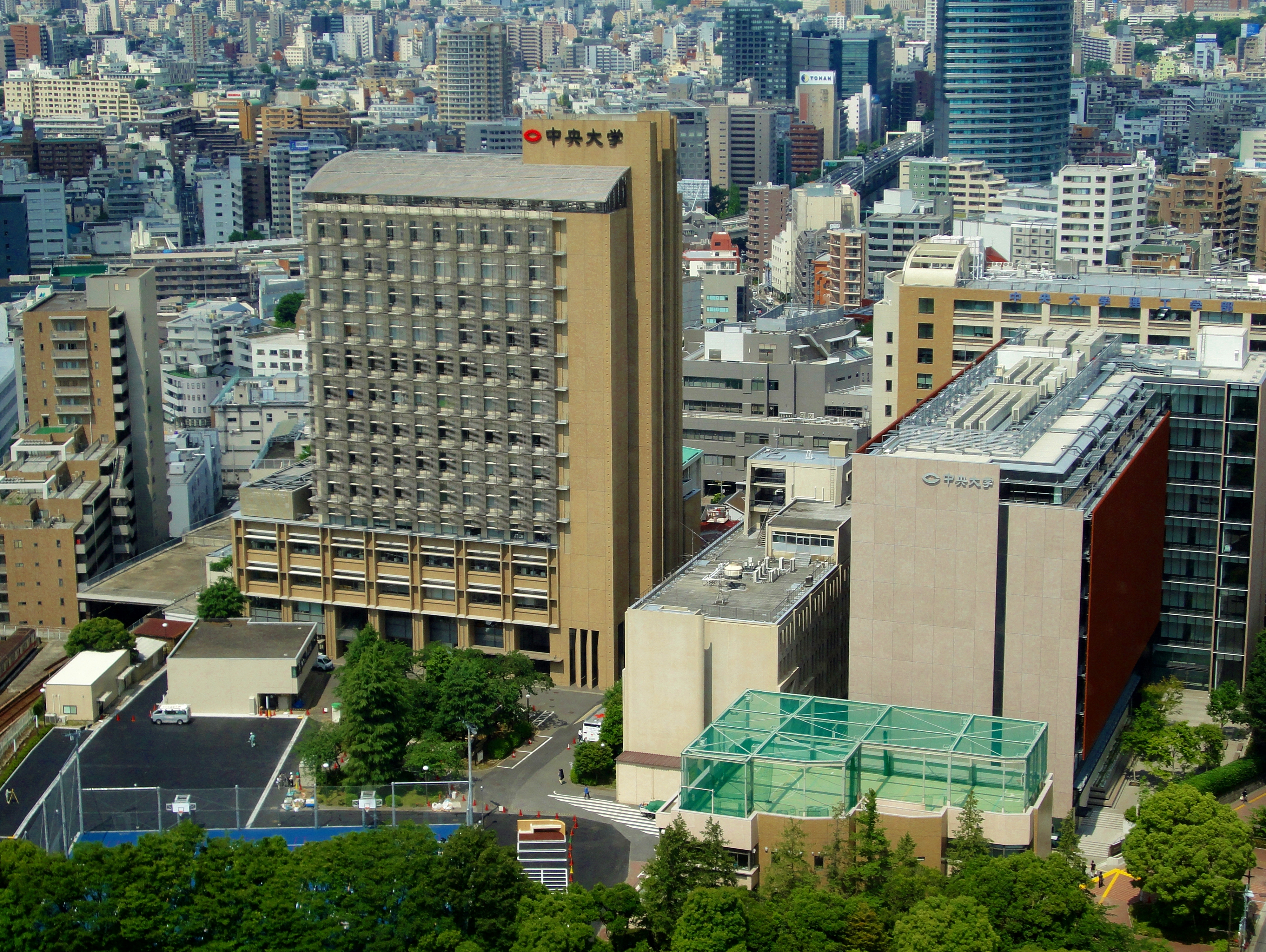
後樂園校區

### 象徴

#### 校歌·應援歌·學生歌
- 中央大學校歌「草のみどり」（作詞：石川道雄、作曲：坂本良隆）
  - 現在使用的校歌，為第三代。
- 中央大學應援歌「あゝ中央の若き日に」（歌詞選定：中央大學學友會、作曲：古關裕而）
  - 代表應援歌，第二代。
- 「惜別之歌」（作詞：島崎藤村、作曲：藤江英輔） 
  - 作為舊制中央大學預科生的藤江在1944年為了收到徵招令的同學，而將島崎的詩加上旋律所作。現在也在畢業典禮上使用。同時作為小林旭的熱賣單曲在日本為人所知。[1]

#### 校色
中央大學的校色為藍色及紅色。

#### 校徽與標誌
由象徵白門的白色擔綱的正式校徽以外，「C」字形象的標誌也經常使用。

## 學院簡介

### 大學部
| - 法学部 - 法律學科 - 法曹課程 - 公共法務課程 - 企業課程 - 國際企業關係法學科 - 政治學科 - 文学部 - 人文社會學科 - 國（日本）文學專攻 - 英語文學文化專攻 - 德語文學文化專攻 - 法語文學文化專攻 - 中國語言文化專攻 - 日本史學專攻 - 東洋史學專攻 - 西洋史學專攻 - 哲學專攻 - 社會學專攻 - 社會資訊學專攻 - 資訊交流課程 - 圖書館資訊學（記錄資訊學）課程 - 教育學專攻 - 心理學專攻 - 総合政策学部 - 政策科學科 - 國際政策文化學科 - 国际经营学部（GLOMAC） - 国际情报学部（iTL） | - 经济学部 - 經濟學科 - 經濟資訊系統學科 - 國際經濟學科 - 貿易·國際金融簇 - 經濟開發簇 - 公共·環境經濟學科 - 公共簇 - 環境簇 - 商学部 - 經營學科 - 會計學科 - 商業·貿易學科 - 金融學科 - 理工學部 - 數學科 - 物理學科 - 都市環境學科 - 精密機械工學科 - 電氣電子資訊通信工學科 - 應用化學科 - 經營系統學科 - 資訊工學科 - 生命工學科 - 人類綜合理工學科 - 教職課程 - Faculty-linkage Program（FLP） 學部連接項目 - 國際協力項目 - 環境項目 - 新聞學項目 - 運動·健康科學項目 - 地域·公共管理項目 |

### 研究所（大学院）
| - 法学研究科 - 公法專攻 - 民事法專攻 - 刑事法專攻 - 國際企業關係法專攻 - 政治學專攻 - 经济学研究科 - 經濟學專攻 - 商学研究科 - 商學專供 - 文学研究科 - 國（日本）文學專攻 - 英國文學專攻 - 德國文學專攻 - 法國文學專攻 - 中國語言文化專攻 - 東洋史學專攻 - 西洋史學專攻 - 哲學專攻 - 社會學專攻 - 心理學專攻 | - 綜合政策研究科 - 綜合政策專攻 - 理工学研究科 - 數學專攻 - 物理學專攻 - 都市環境學專攻 - 精密工學專攻 - 電氣電子資訊通信工學專攻 - 應用化學專攻 - 經營系統工學專攻 - 情報工學專攻 - 資訊安全科學專攻 - 戰略經營研究科 - 商業科學專攻 |

### 專門職研究所（専門職大学院）
| - Law School（法務研究科） - 法務專攻 | - Business School（戰略經營研究科） - 戰略經營專攻 |

## 圖集

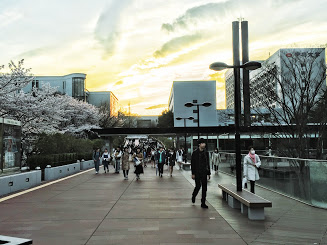
白門步道(多摩校區)
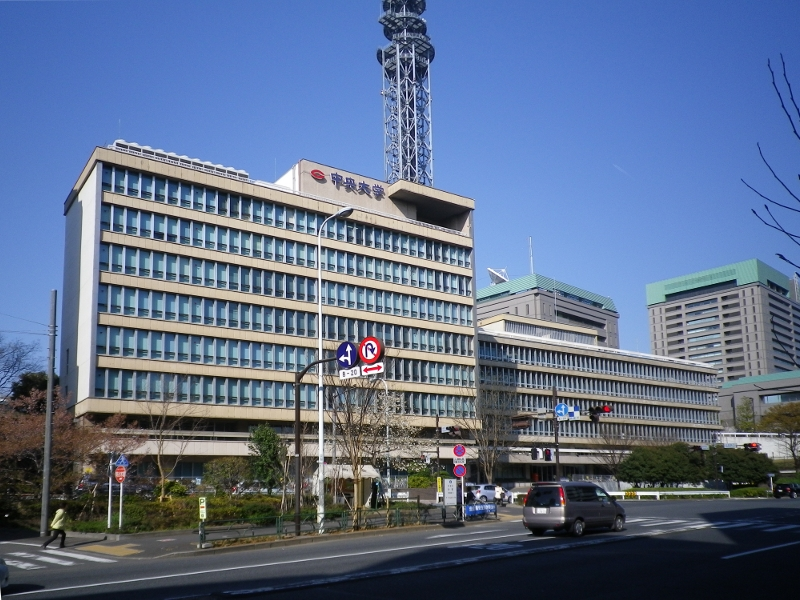
市谷校區

## 外部連結
- 中央大学 （页面存档备份，存于） （日語）
- 中央大學 （页面存档备份，存于） （繁體中文）
- 中央大學 （页面存档备份，存于） （简体中文）